# رافيشندران
رافيشندران هو كاتب سيناريو ومخرج وممثل ماليزي، ولد في 13 مايو 1940 بكوالالمبور في ماليزيا، وتوفي في 25 يوليو 2011 بتشيناي في الهند.

## وصلات خارجية
- رافيشندران على موقع IMDb (الإنجليزية)
- رافيشندران على موقع قاعدة بيانات الفيلم (الإنجليزية)
- رافيشندران على موقع كينوبويسك (الروسية)